# Achaeops esperanza
Achaeops esperanza là một loài bướm đêm trong họ Noctuidae.